# Resistència grega
La resistència grega (en grec Εθνική Αντίσταση, resistència nacional) a l'ocupació del país per part de les tropes de l'Eix durant la Segona Guerra Mundial va començar aproximadament amb la derrota de Grècia a mans d'Itàlia i Alemanya l'abril de 1941 amb l'operació Marita, i va durar fins a la retirada de les tropes alemanyes i búlgares l'octubre de 1944. Va donar pas a un tensa convivència entre les diferents faccions, la qual va desembocar en la Guerra civil grega.

## Organitzacionns

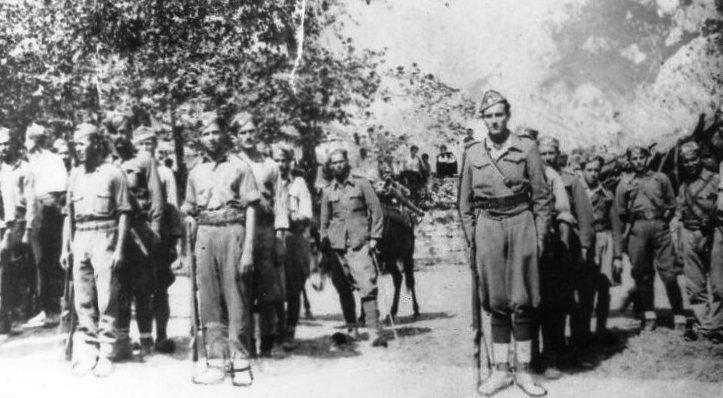
Membres formats de l'Exèrcit Popular d'Alliberament Grec

Van sorgir diferents bandes armades i organitzacions contràries a l'ocupació en territori grec. La més important d'aquestes, controlada pel Partit Comunista Grec, va ser el Front d'Alliberament Nacional, amb la seva facció armada, ELAS. El seguien en importància la Lliga Grega Republicana Nacional, controlada pel general Napoléon Zérvas, i l'Alliberament Nacional i Social, del coronel Dimítrios Psarrós. També van existir altres organitzacions i bandes armades menors. L'EAM es va distingir de les altres per ser l'única amb implantació en tot el territori grec, mentre que les altres tenien caràcter regional.
Tots els principals grups de resistència eren republicans, els monàrquics no comptaven amb agrupacions equivalents a EAM o EDES.

## Història

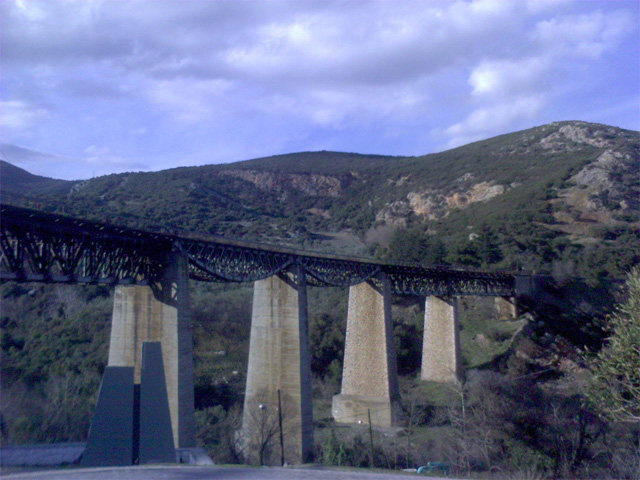
El viaducte de Gorgopótamos fou volat per la resistència grega i comandos britànics la tardor de 1942 per entorpir l'aprovisionament de l'Eix al front africà.

La resistència es va començar a organitzar principalment a les zones muntanyoses la tardor de 1941. El setembre es va formar l'EAM sota la direcció del KKE però amb important participació dels republicans i de l'oposició a la dictadura del general Ioannis Metaxàs. L'estiu de 1942 va començar a actuar l'ELAS. També el setembre de 1941 es va organitzar l'EDES. En canvi, l'EKKA no va prendre forma fins a començaments de 1943.
Els grups de resistència van cooperar amb els britànics per entorpir l'aprovisionament de l'Eix al nord d'Àfrica la tardor de 1942, amb la famosa voladura del viaducte de Gorgopótamos; tanmateix, estaven dividits i només coincidien en l'opinió que el monarca exiliat no havia de tornar al país si no es decidia així en un plebiscit.
L'octubre de 1943, l'ELAS s'havia reforçat notablement gràcies a l'armament italià requisat després de la rendició italiana. Tot tement un imminent desembarcament britànic que restaurés la monarquia i el règim d'entreguerres, l'ELAS va llançar un atac contra les guerrilles rivals per aconseguir el control del territori abans de la suposada arribada dels aliats. Aquests combats es van convertir en la primera fase de la guerra civil grega que va durar fins al 1949. Encara que l'ELAS va aconseguir eliminar les bandes armades menors, no va aconseguir eliminar l'EDES.
Com que no hi va haver desembarcament aliat, els britànics van aconseguir que les diverses organitzacions signessin un armistici el febrer de 1944.